# Tinh vân Con Cua
Tinh vân Con Cua (các tên gọi danh lục M1, NGC 1952, Taurus A) là một tinh vân gió sao xung trong chòm sao Kim Ngưu, đồng thời là tàn tích của siêu tân tinh Thiên Quan khách tinh SN 1054. Tinh vân này được John Bevis quan sát năm 1731; nó tương ứng với siêu tân tinh sáng chói được các nhà thiên văn Trung Hoa và Ả Rập ghi nhận năm 1054.

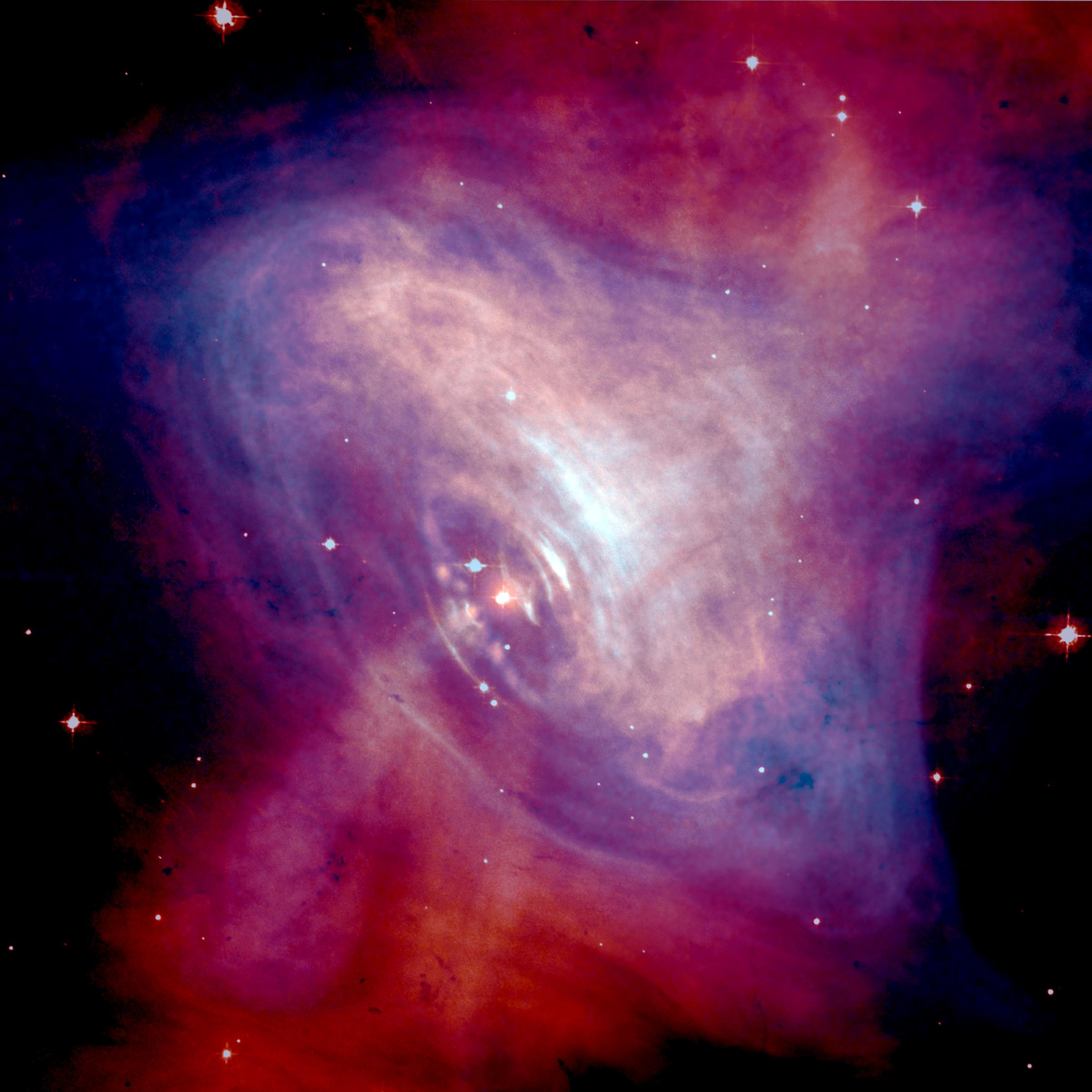
Sao xung Con Cua. Bức ảnh này kết hợp dữ liệu quan sát quang học từ Hubble (màu đỏ) và tia X từ đài quan sát tia X Chandra (màu xanh).

Với cực đại phổ bức xạ ở vùng tia X và tia gamma trên 30 KeV, và trải rộng tới trên 1012 eV, tinh vân Con Cua nói chung là nguồn sáng bền vững có cường độ mạnh nhất trên bầu trời. Nằm ở khoảng cách khoảng 6.500 năm ánh sáng (2 kpc) từ Trái Đất, tinh vân này có đường kính 11 ly (3,4 pc) và giãn nở với tốc độ khoảng 1.500 kilômét mỗi giây. Tại trung tâm của tinh vân này là sao xung Con Cua, một sao neutron quay, phát xạ các xung của bức xạ với bước sóng từ tia gamma tới sóng radio và với tốc độ quay khoảng 30,2 lần mỗi giây. Tinh vân này là thiên thể đầu tiên được nhận dạng bằng vụ nổ siêu tân tinh lịch sử. Tinh vân này đóng vai trò như là một nguồn bức xạ để nghiên cứu các thiên thể che khuất nó. Trong thập niên 1950 và 1960, vành nhật hoa của Mặt Trời đã được xạ ảnh từ các quan sát sóng radio của tinh vân Con Cua vượt ngang qua nó, và trong năm 2003, độ dày của khí quyển của vệ tinh Sao Thổ là Titan đã được đo đạc khi nó chặn các tia X từ tinh vân này.

## Nguồn gốc

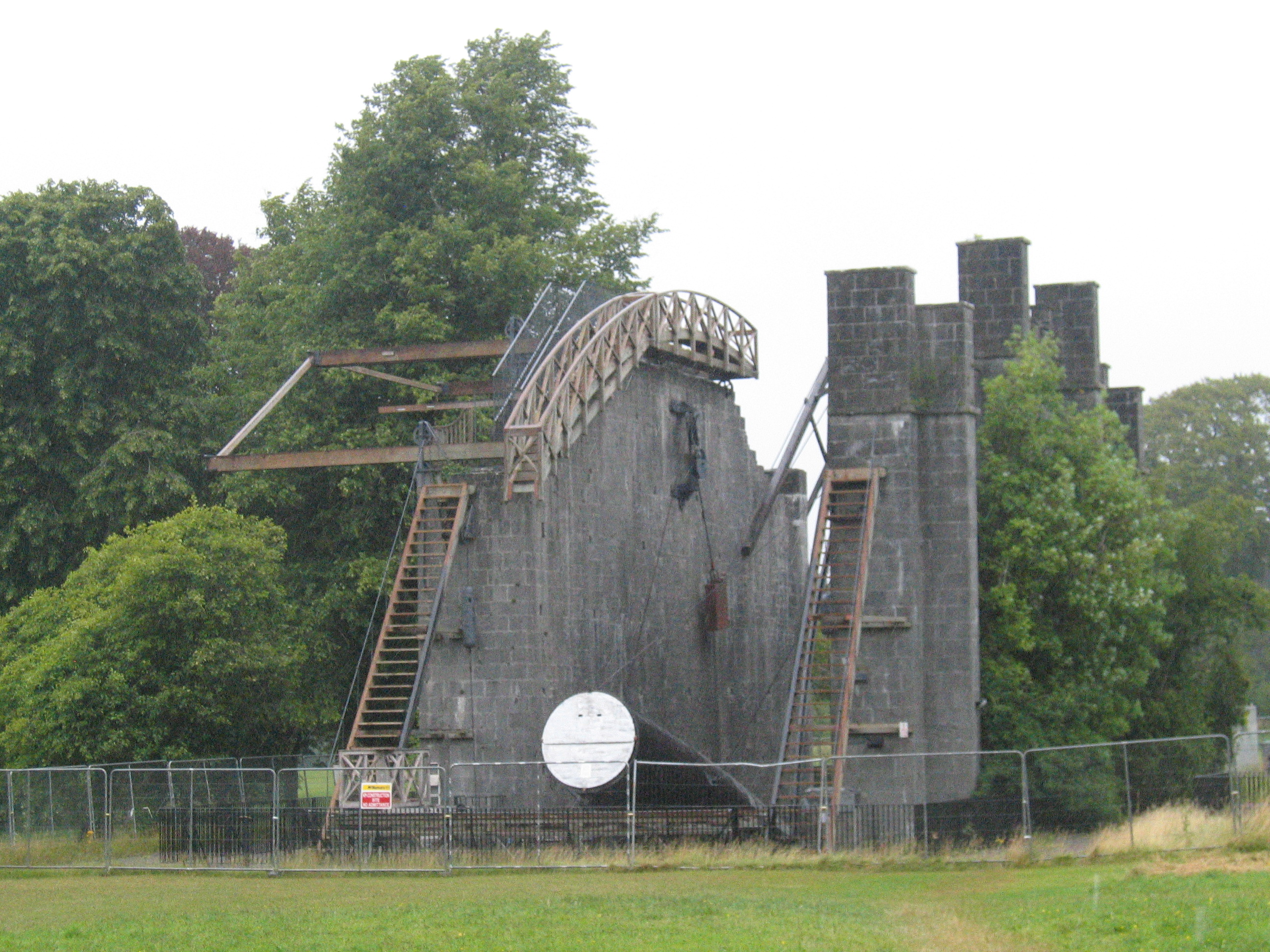
Kính thiên văn của William Parsons tại Birr

## Đặc tính vật lý

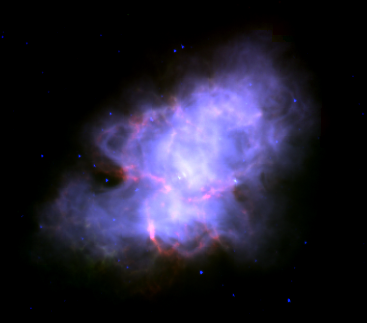
Tinh vân Con Cua trong bước sóng hồng ngoại của kính viễn vọng không gian Spitzer.

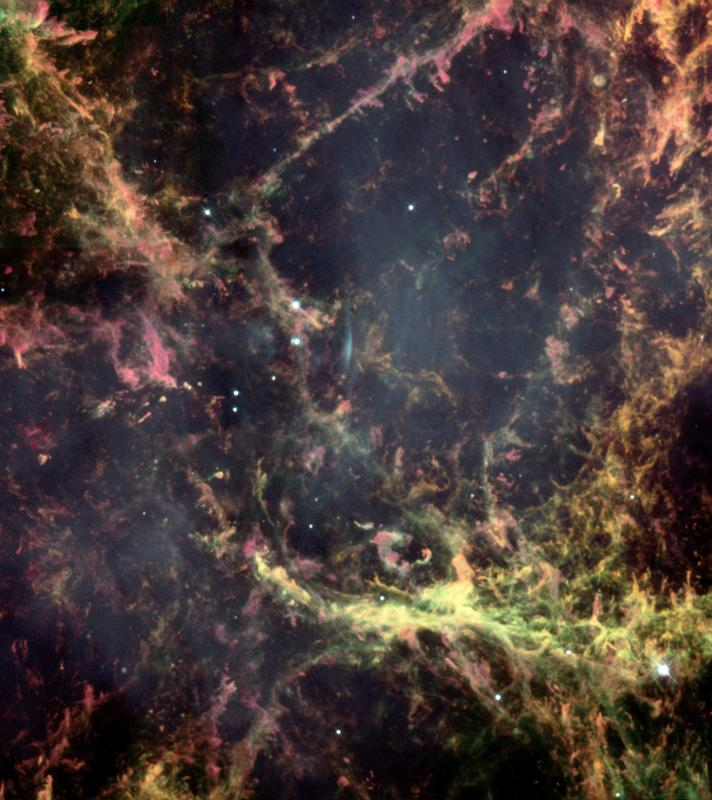
Bức ảnh của kính viễn vọng không gian Hubble chụp một vùng nhỏ của tinh vân Con Cua, cho thấy mất cân bằng Rayleigh–Taylor trong cấu trúc phức tạp của các dải bụi. Ảnh của NASA/ESA.

## Sao tổ tiên

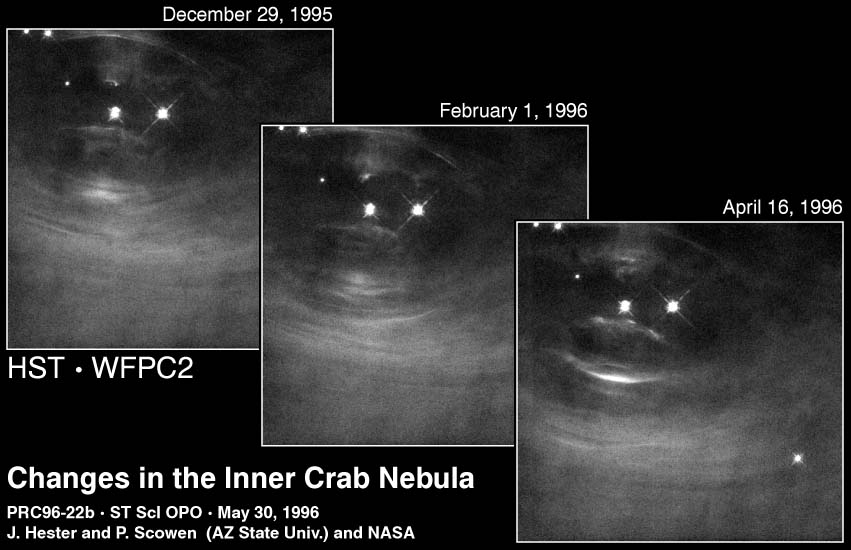
Chuỗi bức ảnh của Hubble cho chi tiết bên trong của tinh vân Con Cua thay đổi theo chu kỳ 4 tháng. Ảnh của NASA/ESA.